# 露特·哈尔布斯古特
露特·哈尔布斯古特（德語：Ruth Halbsguth，1916年12月9日—2003年10月12日），德国女子游泳运动员。她曾代表德国参加1936年夏季奥林匹克运动会游泳比赛，获得女子4×100米自由泳接力银牌。